# Sønderbæk Sogn
Sønderbæk Sogn er et sogn i Randers Nordre Provsti (Århus Stift).
I 1800-tallet var Sønderbæk Sogn og Læsten Sogn annekser til Nørbæk Sogn. Alle 3 sogne hørte til Sønderlyng Herred i Viborg Amt. Nørbæk-Sønderbæk-Læsten sognekommune blev ved kommunalreformen i 1970 indlemmet i Purhus Kommune, som ved strukturreformen i 2007 indgik i Randers Kommune.
I Sønderbæk Sogn ligger Sønderbæk Kirke.
I sognet findes følgende autoriserede stednavne:
- Hedelev Mark (bebyggelse)
- Rejstrup (bebyggelse, ejerlav)
- Sønderbæk (bebyggelse, ejerlav)
- Sønderbæk Mark (bebyggelse)
- Sønderhede (bebyggelse)
- Vesterheden (bebyggelse)